# کاراکارای کوهی
کاراکارای کوهی (نام علمی: Phalcoboenus megalopterus)، (به اسپانیایی: corequenque) گونه‌ای از پرندگان شکاری از خانواده شاهینان است. در پونا و پارامو در رشته کوه‌های آند، از شمال اکوادور، پرو و بولیوی، تا شمال آرژانتین و شیلی یافت می‌شود. به‌طور کلی نارایج تا نسبتاً رایج است. این شبیه کاراکارای کرونکوله و کاراکارای گلوسفید است، اما برخلاف آن گونه‌ها، سینه آن سیاه‌وسفید یکنواخت است. جوان‌ها بسیار کمتر از بزرگسالان رنگارنگ با چهره قرمز متمایز هستند، به‌طور کلی قهوه‌ای با پوست صورت مایل به خاکستری مایل به تیره هستند.